# 2024–2025-ös UEFA Konferencia Liga (alapszakasz)
A 2024–2025-ös UEFA Konferencia Liga alapszakaszának mérkőzéseit 2024. október 3. és december 19. között játsszák. Az alapszakaszban 36 csapat vesz részt, melyből 8 csapat jut tovább automatikusan az egyenes kieséses szakaszba, míg a 9–24. helyeken végző csapatok rájátszásban vesznek részt.

## Kiemelés
A 36 csapatot hat kalapba osztották be az UEFA-klub-együtthatójuk alapján.

| 1. kalap - Chelsea (96,000) - København (51,500) - Gent (45,000) - Fiorentina (42,000) - LASK (37,000) - Real Betis (33,000) 2. kalap - İstanbul Başakşehir (29,000) - Molde (28,500) - Legia Warszawa (18,000) - Heidenheim (17,324) - Djurgårdens (16,500) - APÓEL (14,500) 3. kalap - Rapid Wien (14,000) - Omónia (12,000) - HJK (11,500) - Vitória de Guimarães (11,263) - Asztana (11,000) - Olimpija Ljubljana (10,500) | 4. kalap - Cercle Brugge (9,760) - Shamrock Rovers (9,500) - The New Saints (8,500) - Lugano (8,000) - Heart of Midlothian (7,210) - Mladá Boleslav (7,210) 5. kalap - Petrocub Hîncești (7,000) - St. Gallen (6,595) - Panathinaikósz (6,305) - Topolya (5,555) - Borac Banja Luka (5,500) - Jagiellonia Białystok (5,075) 6. kalap - Celje (4,500) - Larne (4,500) - Dinama Minszk (4,500) - Páfosz (4,420) - Víkingur Reykjavík (4,000) - Noah (2,125) |

## Sorsolás
Az alapszakasz sorsolására 2024. augusztus 30-án, 14.30-tól került sor. Minden csapathoz a hat kalapból egy-egy ellenfelet sorsoltak. Az 1. és a 2., a 3. és 4., az 5. és 6. kalapot párosították. A csapatok a párosított kalapokból kapott ellenfelek közül az egyikkel pályaválasztóként a másikkal vendégként játszanak. Minden csapat legfeljebb két ellenféllel játszhatott egy másik tagország csapatai közül. A manuálisan sorsolt csapatokhoz egy számítógépes szoftver véletlenszerűen rendelt ellenfeleket a szabályok alapján. A sorsolás döntött arról is, hogy a csapatok mely mérkőzéseket játsszák pályaválasztóként vagy vendégként.
A csapatok mérkőzéseinek helyszíne az alábbiakban zárójelben szerepel (o: otthon; i: idegenben).
| Csapat                | 1. kalap       | 2. kalap                | 3. kalap                 | 4. kalap                | 5. kalap                  | 6. kalap               |
| --------------------- | -------------- | ----------------------- | ------------------------ | ----------------------- | ------------------------- | ---------------------- |
| Chelsea               | Gent (o)       | Heidenheim (i)          | Asztana (i)              | Shamrock Rovers (o)     | Panathinaikósz (i)        | Noah (o)               |
| København             | Real Betis (i) | İstanbul Başakşehir (o) | Rapid Wien (i)           | Heart of Midlothian (o) | Jagiellonia Białystok (o) | Dinama Minszk (i)      |
| Gent                  | Chelsea (i)    | Molde (o)               | Omónia (o)               | Lugano (i)              | Topolya (o)               | Larne (i)              |
| Fiorentina            | LASK (o)       | APÓEL (i)               | Vitória de Guimarães (i) | The New Saints (o)      | St. Gallen (i)            | Páfosz (o)             |
| LASK                  | Fiorentina (i) | Djurgårdens (o)         | Olimpija Ljubljana (i)   | Cercle Brugge (o)       | Borac Banja Luka (i)      | Víkingur Reykjavík (o) |
| Real Betis            | København (o)  | Legia Warszawa (i)      | HJK (o)                  | Mladá Boleslav (i)      | Petrocub Hîncești (i)     | Celje (o)              |
|                       |                |                         |                          |                         |                           |                        |
| İstanbul Başakşehir   | København (i)  | Heidenheim (o)          | Rapid Wien (o)           | Cercle Brugge (i)       | Petrocub Hîncești (o)     | Celje (i)              |
| Molde                 | Gent (i)       | APÓEL (o)               | HJK (i)                  | Mladá Boleslav (o)      | Jagiellonia Białystok (i) | Larne (o)              |
| Legia Warszawa        | Real Betis (o) | Djurgårdens (i)         | Omónia (i)               | Lugano (o)              | Topolya (i)               | Dinama Minszk (o)      |
| Heidenheim            | Chelsea (o)    | İstanbul Başakşehir (i) | Olimpija Ljubljana (o)   | Heart of Midlothian (i) | St. Gallen (o)            | Páfosz (i)             |
| Djurgårdens           | LASK (i)       | Legia Warszawa (o)      | Vitória de Guimarães (o) | The New Saints (i)      | Panathinaikósz (o)        | Víkingur Reykjavík (i) |
| APÓEL                 | Fiorentina (o) | Molde (i)               | Asztana (o)              | Shamrock Rovers (i)     | Borac Banja Luka (o)      | Noah (i)               |
|                       |                |                         |                          |                         |                           |                        |
| Rapid Wien            | København (o)  | İstanbul Başakşehir (i) | Omónia (i)               | Shamrock Rovers (o)     | Petrocub Hîncești (i)     | Noah (o)               |
| Omónia                | Gent (i)       | Legia Warszawa (o)      | Rapid Wien (o)           | Heart of Midlothian (i) | Borac Banja Luka (i)      | Víkingur Reykjavík (o) |
| HJK                   | Real Betis (i) | Molde (o)               | Olimpija Ljubljana (o)   | Lugano (i)              | Panathinaikósz (i)        | Dinama Minszk (o)      |
| Vitória de Guimarães  | Fiorentina (o) | Djurgårdens (i)         | Asztana (i)              | Mladá Boleslav (o)      | St. Gallen (i)            | Celje (o)              |
| Asztana               | Chelsea (o)    | APÓEL (i)               | Vitória de Guimarães (o) | The New Saints (i)      | Topolya (o)               | Páfosz (i)             |
| Olimpija Ljubljana    | LASK (o)       | Heidenheim (i)          | HJK (i)                  | Cercle Brugge (o)       | Jagiellonia Białystok (i) | Larne (o)              |
|                       |                |                         |                          |                         |                           |                        |
| Cercle Brugge         | LASK (i)       | İstanbul Başakşehir (o) | Olimpija Ljubljana (i)   | Heart of Midlothian (o) | St. Gallen (o)            | Víkingur Reykjavík (i) |
| Shamrock Rovers       | Chelsea (i)    | APÓEL (o)               | Rapid Wien (i)           | The New Saints (o)      | Borac Banja Luka (o)      | Larne (i)              |
| The New Saints        | Fiorentina (i) | Djurgårdens (o)         | Asztana (o)              | Shamrock Rovers (i)     | Panathinaikósz (o)        | Celje (i)              |
| Lugano                | Gent (o)       | Legia Warszawa (i)      | HJK (o)                  | Mladá Boleslav (i)      | Topolya (i)               | Páfosz (o)             |
| Heart of Midlothian   | København (i)  | Heidenheim (o)          | Omónia (o)               | Cercle Brugge (i)       | Petrocub Hîncești (o)     | Dinama Minszk (i)      |
| Mladá Boleslav        | Real Betis (o) | Molde (i)               | Vitória de Guimarães (i) | Lugano (o)              | Jagiellonia Białystok (o) | Noah (i)               |
|                       |                |                         |                          |                         |                           |                        |
| Petrocub Hîncești     | Real Betis (o) | İstanbul Başakşehir (i) | Rapid Wien (o)           | Heart of Midlothian (i) | Jagiellonia Białystok (i) | Páfosz (o)             |
| St. Gallen            | Fiorentina (o) | Heidenheim (i)          | Vitória de Guimarães (o) | Cercle Brugge (i)       | Topolya (o)               | Larne (i)              |
| Panathinaikósz        | Chelsea (o)    | Djurgårdens (i)         | HJK (o)                  | The New Saints (i)      | Borac Banja Luka (i)      | Dinama Minszk (o)      |
| Topolya               | Gent (i)       | Legia Warszawa (o)      | Asztana (i)              | Lugano (o)              | St. Gallen (i)            | Noah (o)               |
| Borac Banja Luka      | LASK (o)       | APÓEL (i)               | Omónia (o)               | Shamrock Rovers (i)     | Panathinaikósz (o)        | Víkingur Reykjavík (i) |
| Jagiellonia Białystok | København (i)  | Molde (o)               | Olimpija Ljubljana (o)   | Mladá Boleslav (i)      | Petrocub Hîncești (o)     | Celje (i)              |
|                       |                |                         |                          |                         |                           |                        |
| Celje                 | Real Betis (i) | İstanbul Başakşehir (o) | Vitória de Guimarães (i) | The New Saints (o)      | Jagiellonia Białystok (o) | Páfosz (i)             |
| Larne                 | Gent (o)       | Molde (i)               | Olimpija Ljubljana (i)   | Shamrock Rovers (o)     | St. Gallen (o)            | Dinama Minszk (i)      |
| Dinama Minszk         | København (o)  | Legia Warszawa (i)      | HJK (i)                  | Heart of Midlothian (o) | Panathinaikósz (i)        | Larne (o)              |
| Páfosz                | Fiorentina (i) | Heidenheim (o)          | Asztana (o)              | Lugano (i)              | Petrocub Hîncești (i)     | Celje (o)              |
| Víkingur Reykjavík    | LASK (i)       | Djurgårdens (o)         | Omónia (i)               | Cercle Brugge (o)       | Borac Banja Luka (o)      | Noah (i)               |
| Noah                  | Chelsea (i)    | APÓEL (o)               | Rapid Wien (i)           | Mladá Boleslav (o)      | Topolya (i)               | Víkingur Reykjavík (o) |

## Tabella
A csapatokat először a pontok alapján rangsorolják (3 pont a győzelemért, 1 pont a döntetlenért, 0 pont a vereségért). Ha két vagy több csapat az alapszakasz befejezése után azonos pontszámmal áll, az alábbiak alapján kell meghatározni a sorrendet:
1. az alapszakasz mérkőzésein elért jobb gólkülönbség
2. az alapszakasz mérkőzésein szerzett több gól
3. az alapszakasz mérkőzésein idegenben szerzett több gól
4. az alapszakasz mérkőzésein szerzett több győzelem
5. az alapszakasz mérkőzésein idegenben szerzett több győzelem
6. az alapszakaszban lévő ellenfelek által együttesen szerzett több pont
7. az alapszakaszban lévő ellenfelek által együttesen elért jobb gólkülönbség
8. az alapszakaszban lévő ellenfelek által együttesen szerzett több gól
9. alacsonyabb fair play pontszám (piros lap = 3 pont, kiállítás két sárga lap után = 3 pont, sárga lap = 1 pont);
10. jobb UEFA-együttható

| Hely. | Csapat                | M | Gy | D | V | G+ | G– | Gk  | P  | Továbbjutás vagy kiesés                                    |
| ----- | --------------------- | - | -- | - | - | -- | -- | --- | -- | ---------------------------------------------------------- |
| 1.    | Chelsea               | 6 | 6  | 0 | 0 | 26 | 5  | +21 | 18 | Továbbjutott a nyolcaddöntőbe (kiemeltként)                |
| 2.    | Vitória de Guimarães  | 6 | 4  | 2 | 0 | 13 | 6  | +7  | 14 | Továbbjutott a nyolcaddöntőbe (kiemeltként)                |
| 3.    | Fiorentina            | 6 | 4  | 1 | 1 | 18 | 7  | +11 | 13 | Továbbjutott a nyolcaddöntőbe (kiemeltként)                |
| 4.    | Rapid Wien            | 6 | 4  | 1 | 1 | 11 | 5  | +6  | 13 | Továbbjutott a nyolcaddöntőbe (kiemeltként)                |
| 5.    | Djurgårdens IF        | 6 | 4  | 1 | 1 | 11 | 7  | +4  | 13 | Továbbjutott a nyolcaddöntőbe (kiemeltként)                |
| 6.    | Lugano                | 6 | 4  | 1 | 1 | 11 | 7  | +4  | 13 | Továbbjutott a nyolcaddöntőbe (kiemeltként)                |
| 7.    | Legia Warszawa        | 6 | 4  | 0 | 2 | 13 | 5  | +8  | 12 | Továbbjutott a nyolcaddöntőbe (kiemeltként)                |
| 8.    | Cercle Brugge         | 6 | 3  | 2 | 1 | 14 | 7  | +7  | 11 | Továbbjutott a nyolcaddöntőbe (kiemeltként)                |
| 9.    | Jagiellonia Białystok | 6 | 3  | 2 | 1 | 10 | 5  | +5  | 11 | Továbbjutott a nyolcaddöntő rájátszásába (kiemeltként)     |
| 10.   | Shamrock Rovers       | 6 | 3  | 2 | 1 | 12 | 9  | +3  | 11 | Továbbjutott a nyolcaddöntő rájátszásába (kiemeltként)     |
| 11.   | APÓEL                 | 6 | 3  | 2 | 1 | 8  | 5  | +3  | 11 | Továbbjutott a nyolcaddöntő rájátszásába (kiemeltként)     |
| 12.   | Páfosz                | 6 | 3  | 1 | 2 | 11 | 7  | +4  | 10 | Továbbjutott a nyolcaddöntő rájátszásába (kiemeltként)     |
| 13.   | Panathinaikósz        | 6 | 3  | 1 | 2 | 10 | 7  | +3  | 10 | Továbbjutott a nyolcaddöntő rájátszásába (kiemeltként)     |
| 14.   | Olimpija Ljubljana    | 6 | 3  | 1 | 2 | 7  | 6  | +1  | 10 | Továbbjutott a nyolcaddöntő rájátszásába (kiemeltként)     |
| 15.   | Real Betis            | 6 | 3  | 1 | 2 | 6  | 5  | +1  | 10 | Továbbjutott a nyolcaddöntő rájátszásába (kiemeltként)     |
| 16.   | Heidenheim            | 6 | 3  | 1 | 2 | 7  | 7  | 0   | 10 | Továbbjutott a nyolcaddöntő rájátszásába (kiemeltként)     |
| 17.   | Gent                  | 6 | 3  | 0 | 3 | 8  | 8  | 0   | 9  | Továbbjutott a nyolcaddöntő rájátszásába (nem kiemeltként) |
| 18.   | København             | 6 | 2  | 2 | 2 | 8  | 9  | −1  | 8  | Továbbjutott a nyolcaddöntő rájátszásába (nem kiemeltként) |
| 19.   | Víkingur Reykjavík    | 6 | 2  | 2 | 2 | 7  | 8  | −1  | 8  | Továbbjutott a nyolcaddöntő rájátszásába (nem kiemeltként) |
| 20.   | Borac Banja Luka      | 6 | 2  | 2 | 2 | 4  | 7  | −3  | 8  | Továbbjutott a nyolcaddöntő rájátszásába (nem kiemeltként) |
| 21.   | Celje                 | 6 | 2  | 1 | 3 | 13 | 13 | 0   | 7  | Továbbjutott a nyolcaddöntő rájátszásába (nem kiemeltként) |
| 22.   | Omónia                | 6 | 2  | 1 | 3 | 7  | 7  | 0   | 7  | Továbbjutott a nyolcaddöntő rájátszásába (nem kiemeltként) |
| 23.   | Molde                 | 6 | 2  | 1 | 3 | 10 | 11 | −1  | 7  | Továbbjutott a nyolcaddöntő rájátszásába (nem kiemeltként) |
| 24.   | Topolya               | 6 | 2  | 1 | 3 | 10 | 13 | −3  | 7  | Továbbjutott a nyolcaddöntő rájátszásába (nem kiemeltként) |
| 25.   | Heart of Midlothian   | 6 | 2  | 1 | 3 | 6  | 9  | −3  | 7  |                                                            |
| 26.   | İstanbul Başakşehir   | 6 | 1  | 3 | 2 | 9  | 12 | −3  | 6  |                                                            |
| 27.   | Mladá Boleslav        | 6 | 2  | 0 | 4 | 7  | 10 | −3  | 6  |                                                            |
| 28.   | Asztana               | 6 | 1  | 2 | 3 | 4  | 8  | −4  | 5  |                                                            |
| 29.   | St. Gallen            | 6 | 1  | 2 | 3 | 10 | 18 | −8  | 5  |                                                            |
| 30.   | HJK                   | 6 | 1  | 1 | 4 | 3  | 9  | −6  | 4  |                                                            |
| 31.   | Noah                  | 6 | 1  | 1 | 4 | 6  | 16 | −10 | 4  |                                                            |
| 32.   | The New Saints        | 6 | 1  | 0 | 5 | 5  | 10 | −5  | 3  |                                                            |
| 33.   | Dinama Minszk         | 6 | 1  | 0 | 5 | 4  | 13 | −9  | 3  |                                                            |
| 34.   | Larne                 | 6 | 1  | 0 | 5 | 3  | 12 | −9  | 3  |                                                            |
| 35.   | LASK                  | 6 | 0  | 3 | 3 | 4  | 14 | −10 | 3  |                                                            |
| 36.   | Petrocub Hîncești     | 6 | 0  | 2 | 4 | 4  | 13 | −9  | 2  |                                                            |

1. 1 2  Idegenben szerzett gólok: Djurgårdens IF 5, Lugano 4.

## Összegzés
| Hazai                | Eredmény | Vendég                |
| -------------------- | -------- | --------------------- |
| İstanbul Başakşehir  | 1–2      | Rapid Wien            |
| Vitória de Guimarães | 3–1      | Celje                 |
| Heidenheim           | 2–1      | Olimpija Ljubljana    |
| Cercle Brugge        | 6–2      | St. Gallen            |
| Asztana              | 1–0      | Topolya               |
| Dinama Minszk        | 1–2      | Heart of Midlothian   |
| Noah                 | 2–0      | Mladá Boleslav        |
| Legia Warszawa       | 1–0      | Real Betis            |
| Molde                | 3–0      | Larne                 |
| Omónia               | 4–0      | Víkingur Reykjavík    |
| Fiorentina           | 2–0      | The New Saints        |
| Chelsea              | 4–2      | Gent                  |
| København            | 1–2      | Jagiellonia Białystok |
| Lugano               | 3–0      | HJK                   |
| Petrocub Hîncești    | 1–4      | Páfosz                |
| Borac Banja Luka     | 1–1      | Panathinaikósz        |
| LASK                 | 2–2      | Djurgårdens           |
| Shamrock Rovers      | 1–1      | APÓEL                 |

| Hazai                 | Eredmény | Vendég               |
| --------------------- | -------- | -------------------- |
| APÓEL                 | 3–1      | Borac Banja Luka     |
| Djurgårdens           | 0–1      | Vitória de Guimarães |
| St. Gallen            | 1–2      | Fiorentina           |
| Heart of Midlothian   | 2–4      | Omónia               |
| Jagiellonia Białystok | 2–0      | Petrocub Hîncești    |
| Gent                  | 2–0      | Molde                |
| Larne                 | 2–1      | Shamrock Rovers      |
| Celje                 | 1–4      | İstanbul Başakşehir  |
| Panathinaikósz        | 5–1      | Chelsea              |
| Rapid Wien            | 1–4      | Noah                 |
| Mladá Boleslav        | 1–0      | Lugano               |
| Topolya               | 0–1      | Legia Warszawa       |
| HJK                   | 0–3      | Dinama Minszk        |
| Olimpija Ljubljana    | 1–0      | LASK                 |
| Páfosz                | 2–0      | Heidenheim           |
| Real Betis            | 0–1      | København            |
| The New Saints        | 1–1      | Asztana              |
| Víkingur Reykjavík    | 2–0      | Cercle Brugge        |

| Hazai                 | Eredmény | Vendég              |
| --------------------- | -------- | ------------------- |
| Víkingur Reykjavík    | 2–0      | Borac Banja Luka    |
| Petrocub Hîncești     | 0–3      | Rapid Wien          |
| Topolya               | 4–1      | Lugano              |
| HJK                   | 0–2      | Olimpija Ljubljana  |
| Gent                  | 1–0      | Omónia              |
| Legia Warszawa        | 4–0      | Dinama Minszk       |
| Páfosz                | 1–0      | Asztana             |
| Shamrock Rovers       | 2–1      | The New Saints      |
| APÓEL                 | 2–1      | Fiorentina          |
| Chelsea               | 8–0      | Noah                |
| Djurgårdens           | 2–1      | Panathinaikósz      |
| København             | 2–2      | İstanbul Başakşehir |
| Heart of Midlothian   | 0–2      | Heidenheim          |
| Jagiellonia Białystok | 3–0      | Molde               |
| Larne                 | 1–2      | St. Gallen          |
| LASK                  | 0–0      | Cercle Brugge       |
| Real Betis            | 2–1      | Celje               |
| Vitória de Guimarães  | 2–1      | Mladá Boleslav      |

| Hazai               | Eredmény | Vendég                |
| ------------------- | -------- | --------------------- |
| İstanbul Başakşehir | 1–1      | Petrocub Hîncești     |
| Asztana             | 1–1      | Vitória de Guimarães  |
| Heidenheim          | 0–2      | Chelsea               |
| Cercle Brugge       | 2–0      | Heart of Midlothian   |
| Dinama Minszk       | 1–2      | København             |
| Noah                | 0–0      | Víkingur Reykjavík    |
| St. Gallen          | 2–2      | Topolya               |
| Borac Banja Luka    | 2–1      | LASK                  |
| Molde               | 0–1      | APÓEL                 |
| Celje               | 3–3      | Jagiellonia Białystok |
| Panathinaikósz      | 1–0      | HJK                   |
| The New Saints      | 0–1      | Djurgårdens           |
| Fiorentina          | 3–2      | Páfosz                |
| Lugano              | 2–0      | Gent                  |
| Mladá Boleslav      | 2–1      | Real Betis            |
| Olimpija Ljubljana  | 1–0      | Larne                 |
| Omónia              | 0–3      | Legia Warszawa        |
| Rapid Wien          | 1–1      | Shamrock Rovers       |

| Hazai               | Eredmény | Vendég                |
| ------------------- | -------- | --------------------- |
| Víkingur Reykjavík  | 1–2      | Djurgårdens           |
| Asztana             | 1–3      | Chelsea               |
| Fiorentina          | 7–0      | LASK                  |
| København           | 2–0      | Heart of Midlothian   |
| Dinama Minszk       | 2–0      | Larne                 |
| Noah                | 1–3      | APÓEL                 |
| Petrocub Hîncești   | 0–1      | Real Betis            |
| HJK                 | 2–2      | Molde                 |
| İstanbul Başakşehir | 3–1      | Heidenheim            |
| Legia Warszawa      | 1–2      | Lugano                |
| Olimpija Ljubljana  | 1–4      | Cercle Brugge         |
| St. Gallen          | 1–4      | Vitória de Guimarães  |
| Mladá Boleslav      | 1–0      | Jagiellonia Białystok |
| Gent                | 3–0      | Topolya               |
| Omónia              | 3–1      | Rapid Wien            |
| Páfosz              | 2–0      | Celje                 |
| Shamrock Rovers     | 3–0      | Borac Banja Luka      |
| The New Saints      | 0–2      | Panathinaikósz        |

| Hazai                 | Eredmény | Vendég              |
| --------------------- | -------- | ------------------- |
| Heidenheim            | 1–1      | St. Gallen          |
| APÓEL                 | 1–1      | Asztana             |
| Cercle Brugge         | 1–1      | İstanbul Başakşehir |
| Chelsea               | 5–1      | Shamrock Rovers     |
| Djurgårdens           | 3–1      | Legia Warszawa      |
| Lugano                | 2–2      | Páfosz              |
| Borac Banja Luka      | 0–0      | Omónia              |
| Topolya               | 4–3      | Noah                |
| Heart of Midlothian   | 2–2      | Petrocub Hîncești   |
| Jagiellonia Białystok | 0–0      | Olimpija Ljubljana  |
| Larne                 | 1–0      | Gent                |
| LASK                  | 1–1      | Víkingur Reykjavík  |
| Molde                 | 4–3      | Mladá Boleslav      |
| Celje                 | 3–2      | The New Saints      |
| Panathinaikósz        | 4–0      | Dinama Minszk       |
| Real Betis            | 1–0      | HJK                 |
| Rapid Wien            | 3–0      | København           |
| Vitória de Guimarães  | 1–1      | Fiorentina          |

## Mérkőzések
Minden időpont közép-európai idő/közép-európai nyári idő szerint van feltüntetve.

### 1. játéknap
| 2024. október 2. 16:30 (17:30 UTC+3) |

| İstanbul Başakşehir | 1–2               | Rapid Wien     |
| ------------------- | ----------------- | -------------- |
| Piątek 45+2'        | (1–1) Jegyzőkönyv | Schaub 43' 46' |

| Başakşehir Fatih Terim Stadion, Isztambul Nézőszám: 7622 Játékvezető: Adam Ladebäck (svéd) |

| 2024. október 2. 16:30 (15:30 UTC+1) |

| Vitória de Guimarães              | 3–1               | Celje       |
| --------------------------------- | ----------------- | ----------- |
| Samu 7' G. Silva 36' T. Silva 62' | (2–0) Jegyzőkönyv | Matko 90+1' |

| Estádio D. Afonso Henriques, Guimarães Nézőszám: 10 263 Játékvezető: Lothar D'hondt (belga) |

| 2024. október 3. 18:45 |

| Heidenheim         | 2–1               | Olimpija Ljubljana |
| ------------------ | ----------------- | ------------------ |
| Beck 6' Wanner 83' | (1–0) Jegyzőkönyv | Blanco 77'         |

| Voith-Arena, Heidenheim an der Brenz Nézőszám: 12 887 Játékvezető: Enea Jorgji (albán) |

| 2024. október 3. 18:45 |

| Cercle Brugge                                         | 6–2               | St. Gallen               |
| ----------------------------------------------------- | ----------------- | ------------------------ |
| Minda 3' Denkey 25' 43' 54' (11-esből) Magnée 63' 68' | (3–0) Jegyzőkönyv | Csoboth 58' Mambimbi 81' |

| Jan Breydel Stadion, Brugge Nézőszám: 5195 Játékvezető: Arda Kardeşler (török) |

| 2024. október 3. 18:45 (22:45 UTC+6) |

| Asztana         | 1–0               | Topolya |
| --------------- | ----------------- | ------- |
| Kažukolovas 15' | (1–0) Jegyzőkönyv |         |

| Központi stadion, Almati Nézőszám: 6576 Játékvezető: Oliver Reitala (finn) |

| 2024. október 3. 18:45 |

| Dinama Minszk | 1–2               | Heart of Midlothian                 |
| ------------- | ----------------- | ----------------------------------- |
| Alfred 21'    | (1–1) Jegyzőkönyv | Politevich 37' (öngól) Dhanda 90+4' |

| Sumgayit városi stadion, Sumgait, Azerbajdzsán Nézőszám: 0 Játékvezető: Mohammed Al-Hakim (svéd) |

| 2024. október 3. 18:45 (20:45 UTC+4) |

| Noah                | 2–0               | Mladá Boleslav |
| ------------------- | ----------------- | -------------- |
| Aiás 58' Pinson 76' | (0–0) Jegyzőkönyv |                |

| Vazgen Sargsyan Republican Stadium, Jereván Nézőszám: 8000 Játékvezető: Radoslav Gidzhenov (bolgár) |

| 2024. október 3. 18:45 |

| Legia Warszawa | 1–0               | Real Betis |
| -------------- | ----------------- | ---------- |
| Kapuadi 23'    | (1–0) Jegyzőkönyv |            |

| Lengyel Hadsereg Stadion, Varsó Nézőszám: 25 385 Játékvezető: Luca Pairetto (olasz) |

| 2024. október 3. 18:45 |

| Molde                                  | 3–0               | Larne |
| -------------------------------------- | ----------------- | ----- |
| Eikrem 51' Brynhildsen 78' Ihler 90+5' | (0–0) Jegyzőkönyv |       |

| Aker Stadion, Molde Nézőszám: 3400 Játékvezető: Dario Bel (horvát) |

| 2024. október 3. 18:45 (19:45 UTC+3) |

| Omónia                                     | 4–0               | Víkingur Reykjavík |
| ------------------------------------------ | ----------------- | ------------------ |
| Coulibaly 51' Kakoullis 81' 90' Alioum 86' | (0–0) Jegyzőkönyv |                    |

| GSZP Stadion, Nicosia Nézőszám: 11 153 Játékvezető: Sander van der Eijk (holland) |

| 2024. október 3. 21:00 |

| Fiorentina        | 2–0               | The New Saints |
| ----------------- | ----------------- | -------------- |
| Adli 65' Kean 68' | (0–0) Jegyzőkönyv |                |

| Artemio Franchi Stadion, Firenze Nézőszám: 10 751 Játékvezető: Sebastian Gishamer (osztrák) |

| 2024. október 3. 21:00 (20:00 UTC+1) |

| Chelsea                                         | 4–2               | Gent                       |
| ----------------------------------------------- | ----------------- | -------------------------- |
| Veiga 12' Neto 46' Nkunku 63' Dewsbury-Hall 70' | (1–0) Jegyzőkönyv | Watanabe 50' Gandelman 90' |

| Stamford Bridge, London Nézőszám: 38 546 Játékvezető: Daniel Schlager (német) |

| 2024. október 3. 21:00 |

| København       | 1–2               | Jagiellonia Białystok      |
| --------------- | ----------------- | -------------------------- |
| Hatzidiakos 12' | (1–0) Jegyzőkönyv | Pululu 51' Churlinov 90+7' |

| Parken Stadion, Koppenhága Nézőszám: 22 393 Játékvezető: Rob Harvey (ír) |

| 2024. október 3. 21:00 |

| Lugano                                        | 3–0               | HJK |
| --------------------------------------------- | ----------------- | --- |
| Papadopoulos 34' Marques 56' Dos Santos 90+1' | (1–0) Jegyzőkönyv |     |

| Stockhorn Arena, Thun Nézőszám: 932 Játékvezető: David Dickinson (skót) |

| 2024. október 3. 21:00 (22:00 UTC+3) |

| Petrocub Hîncești    | 1–4               | Páfosz                            |
| -------------------- | ----------------- | --------------------------------- |
| Lungu 26' (11-esből) | (1–2) Jegyzőkönyv | Correia 33' 52' Jajá 37' Name 82' |

| Zimbru Stadium, Chișinău Nézőszám: 3148 Játékvezető: Mikkel Redder (dán) |

| 2024. október 3. 21:00 |

| Borac Banja Luka | 1–1               | Panathinaikósz |
| ---------------- | ----------------- | -------------- |
| Despotović 50'   | (0–1) Jegyzőkönyv | Bakasetas 11'  |

| Banja Luka City Stadion, Banja Luka Nézőszám: 4208 Játékvezető: Elchin Masiyev (azeri) |

| 2024. október 3. 21:00 |

| LASK                    | 2–2               | Djurgårdens          |
| ----------------------- | ----------------- | -------------------- |
| Berisha 26' Flecker 49' | (1–0) Jegyzőkönyv | Priske 58' Nguen 65' |

| Raiffeisen Arena, Linz Nézőszám: 8500 Játékvezető: Bulat Sariyev (kazak) |

| 2024. október 3. 21:00 (20:00 UTC+1) |

| Shamrock Rovers | 1–1               | APÓEL      |
| --------------- | ----------------- | ---------- |
| Watts 90+2'     | (0–0) Jegyzőkönyv | Laifis 59' |

| Tallaght Stadion, Dublin Nézőszám: 7111 Játékvezető: Jérémie Pignard (francia) |

### 2. játéknap
| 2024. október 24. 16:30 (14:30 UTC+0) |

| Víkingur Reykjavík                        | 3–1               | Cercle Brugge |
| ----------------------------------------- | ----------------- | ------------- |
| Sigurpálsson 17' Djuric 76' Vatnhamar 83' | (1–1) Jegyzőkönyv | Olaigbe 16'   |

| Kópavogsvöllur, Kópavogur Nézőszám: 1200 Játékvezető: Vitālijs Spasjoņņikovs (lett) |

| 2024. október 24. 18:45 (19:45 UTC+3) |

| APÓEL | 0–1               | Borac Banja Luka |
| ----- | ----------------- | ---------------- |
|       | (0–0) Jegyzőkönyv | Savić 63'        |

| GSZP Stadion, Nicosia Nézőszám: 9173 Játékvezető: Robert Jones (angol) |

| 2024. október 24. 18:45 |

| Djurgårdens  | 1–2               | Vitória de Guimarães |
| ------------ | ----------------- | -------------------- |
| Stensson 62' | (0–0) Jegyzőkönyv | Silva 58' Santos 79' |

| Tele2 Arena, Stockholm Nézőszám: 12 666 Játékvezető: Genc Nuza (koszovói) |

| 2024. október 24. 18:45 |

| St. Gallen               | 2–4               | Fiorentina                                     |
| ------------------------ | ----------------- | ---------------------------------------------- |
| Mambimbi 23' Görtler 62' | (1–0) Jegyzőkönyv | Martínez Quarta 50' Ikoné 54' 69' Gosens 90+3' |

| Kybunpark, St. Gallen Nézőszám: 16 747 Játékvezető: Yigal Frid (izraeli) |

| 2024. október 24. 18:45 (17:45 UTC+1) |

| Heart of Midlothian     | 2–0               | Omónia |
| ----------------------- | ----------------- | ------ |
| Forrest 17' Spittal 23' | (2–0) Jegyzőkönyv |        |

| Tynecastle Park, Edinburgh Nézőszám: 17 178 Játékvezető: Michal Očenáš (szlovák) |

| 2024. október 24. 18:45 |

| Jagiellonia Białystok | 2–0               | Petrocub Hîncești |
| --------------------- | ----------------- | ----------------- |
| Pululu 69' 72'        | (0–0) Jegyzőkönyv |                   |

| Białystok Municipal Stadium, Białystok Nézőszám: 14 021 Játékvezető: Daniyar Sakhi (kazak) |

| 2024. október 24. 18:45 |

| Gent                   | 2–1               | Molde     |
| ---------------------- | ----------------- | --------- |
| Fadiga 24' Brown 90+5' | (1–0) Jegyzőkönyv | Dæhli 78' |

| Planet Group Arena, Gent Nézőszám: 8027 Játékvezető: Goga Kikacheishvili (grúz) |

| 2024. október 24. 18:45 (17:45 UTC+1) |

| Larne         | 1–4               | Shamrock Rovers                                     |
| ------------- | ----------------- | --------------------------------------------------- |
| Gallagher 48' | (0–3) Jegyzőkönyv | Honohan 3' Kenny 24' Cosgrove 30' (öngól) Burke 54' |

| Windsor Park, Belfast Nézőszám: 5439 Játékvezető: Vassilios Fotias (görög) |

| 2024. október 24. 18:45 |

| Celje                                         | 5–1               | İstanbul Başakşehir |
| --------------------------------------------- | ----------------- | ------------------- |
| Svetlin 5' Brnić 30' Sešlar 34' Kučys 51' 77' | (3–0) Jegyzőkönyv | Pelkas 75'          |

| Stadion Z'dežele, Celje Nézőszám: 2175 Játékvezető: Oleksiy Derevinskyi (ukrán) |

| 2024. október 24. 18:45 (19:45 UTC+3) |

| Panathinaikósz | 1–4               | Chelsea                                        |
| -------------- | ----------------- | ---------------------------------------------- |
| Pellistri 69'  | (0–1) Jegyzőkönyv | Félix 22' 55' Mudryk 49' Nkunku 59' (11-esből) |

| Olimpiai Stadion, Athén Nézőszám: 59 742 Játékvezető: António Nobre (portugál) |

| 2024. október 24. 18:45 |

| Rapid Wien | 1–0               | Noah |
| ---------- | ----------------- | ---- |
| Beljo 31'  | (1–0) Jegyzőkönyv |      |

| Allianz Stadion, Bécs Nézőszám: 18 600 Játékvezető: Kristo Tohver (észt) |

| 2024. október 24. 21:00 |

| Mladá Boleslav | 0–1               | Lugano      |
| -------------- | ----------------- | ----------- |
|                | (0–1) Jegyzőkönyv | Steffen 38' |

| Lokotrans Aréna, Mladá Boleslav Nézőszám: 2836 Játékvezető: Chrysovalantis Theouli (ciprusi) |

| 2024. október 24. 21:00 |

| Topolya | 0–3               | Legia Warszawa                         |
| ------- | ----------------- | -------------------------------------- |
|         | (0–1) Jegyzőkönyv | Kapustka 11' Luquinhas 47' Chodyna 62' |

| TSC Aréna, Topolya Nézőszám: 3090 Játékvezető: Julian Weinberger (osztrák) |

| 2024. október 24. 21:00 (22:00 UTC+3) |

| HJK        | 1–0               | Dinama Minszk |
| ---------- | ----------------- | ------------- |
| Möller 46' | (0–0) Jegyzőkönyv |               |

| Bolt Arena, Helsinki Nézőszám: 4211 Játékvezető: Henrik Nalbandyan (örmény) |

| 2024. október 24. 21:00 |

| Olimpija Ljubljana   | 2–0               | LASK |
| -------------------- | ----------------- | ---- |
| Blanco 14' Lucas 80' | (1–0) Jegyzőkönyv |      |

| Stožice Stadion, Ljubljana Nézőszám: 6558 Játékvezető: Daniele Chiffi (olasz) |

| 2024. október 24. 21:00 (22:00 UTC+3) |

| Páfosz | 0–1               | Heidenheim |
| ------ | ----------------- | ---------- |
|        | (0–1) Jegyzőkönyv | Mainka 25' |

| Alphamega Stadion, Limassol Nézőszám: 2511 Játékvezető: Jasper Vergoote (belga) |

| 2024. október 24. 21:00 |

| Real Betis  | 1–1               | København           |
| ----------- | ----------------- | ------------------- |
| Ezálzúlí 8' | (1–0) Jegyzőkönyv | Diks 77' (11-esből) |

| Benito Villamarín Stadion, Sevilla Nézőszám: 45 702 Játékvezető: Willy Delajod (francia) |

| 2024. október 24. 21:00 (20:00 UTC+1) |

| The New Saints                    | 2–0               | Asztana |
| --------------------------------- | ----------------- | ------- |
| Holden 40' McManus 78' (11-esből) | (1–0) Jegyzőkönyv |         |

| New Meadow, Shrewsbury, Anglia Nézőszám: 2202 Játékvezető: Juri Frischer (észt) |

### 3. játéknap
| 2024. november 7. 15:30 (13:30 UTC+0) |

| Víkingur Reykjavík        | 2–0               | Borac Banja Luka |
| ------------------------- | ----------------- | ---------------- |
| Hansen 17' Gunnarsson 23' | (2–0) Jegyzőkönyv |                  |

| Kópavogsvöllur, Kópavogur Nézőszám: 902 Játékvezető: Jan Petřík (cseh) |

| 2024. november 7. 18:45 (19:45 UTC+3) |

| Petrocub Hîncești | 0–3               | Rapid Wien                    |
| ----------------- | ----------------- | ----------------------------- |
|                   | (0–1) Jegyzőkönyv | Bolla 13' Burgstaller 53' 79' |

| Zimbru Stadium, Chișinău Nézőszám: 3879 Játékvezető: Antoni Bandić (bosznia-hercegovinai) |

| 2024. november 7. 18:45 |

| Topolya                        | 4–1               | Lugano      |
| ------------------------------ | ----------------- | ----------- |
| Stanić 4' 62' Pantović 59' 83' | (1–0) Jegyzőkönyv | Mahmoud 61' |

| TSC Aréna, Topolya Nézőszám: 8584 Játékvezető: Jacob Sundberg (dán) |

| 2024. november 7. 18:45 (19:45 UTC+3) |

| HJK | 0–2               | Olimpija Ljubljana |
| --- | ----------------- | ------------------ |
|     | (0–0) Jegyzőkönyv | Brest 57' Agba 68' |

| Bolt Arena, Helsinki Nézőszám: 6394 Játékvezető: Robert Jones (angol) |

| 2024. november 7. 18:45 |

| Gent          | 1–0               | Omónia |
| ------------- | ----------------- | ------ |
| Gandelman 31' | (1–0) Jegyzőkönyv |        |

| Planet Group Arena, Ghet Nézőszám: 8584 Játékvezető: Bognár Tamás (magyar) |

| 2024. november 7. 18:45 |

| Legia Warszawa                            | 4–0               | Dinama Minszk |
| ----------------------------------------- | ----------------- | ------------- |
| Luquinhas 10' 55' Gual 51' (11-esből) 59' | (1–0) Jegyzőkönyv |               |

| Lengyel Hadsereg Stadion, Varsó Nézőszám: 22 723 Játékvezető: Atilla Karaoğlan (török) |

| 2024. november 7. 18:45 (19:45 UTC+3) |

| Páfosz       | 1–0               | Asztana |
| ------------ | ----------------- | ------- |
| Anderson 87' | (0–0) Jegyzőkönyv |         |

| Alphamega Stadion, Limassol Nézőszám: 3062 Játékvezető: Don Robertson (skót) |

| 2024. november 7. 18:45 (17:45 UTC+1) |

| Shamrock Rovers     | 2–1               | The New Saints  |
| ------------------- | ----------------- | --------------- |
| Kenny 23' Watts 38' | (2–1) Jegyzőkönyv | J. Williams 14' |

| Tallaght Stadion, Dublin Nézőszám: 6108 Játékvezető: Snir Levy (izraeli) |

| 2024. november 7. 21:00 (22:00 UTC+3) |

| APÓEL                  | 2–1               | Fiorentina |
| ---------------------- | ----------------- | ---------- |
| Donis 37' Abagna 45+1' | (2–0) Jegyzőkönyv | Ikoné 74'  |

| GSZP Stadion, Nicosia Nézőszám: 9300 Játékvezető: François Letexier (francia) |

| 2024. november 7. 21:00 (20:00 UTC+1) |

| Chelsea                                                                               | 8–0               | Noah |
| ------------------------------------------------------------------------------------- | ----------------- | ---- |
| Adarabioyo 12' Guiu 13' Disasi 18' Félix 21' 41' Mudryk 39' Nkunku 69' 76' (11-esből) | (6–0) Jegyzőkönyv |      |

| Stamford Bridge, London Nézőszám: 38 305 Játékvezető: Christian-Petru Ciochirca (osztrák) |

| 2024. november 7. 21:00 |

| Djurgårdens              | 2–1               | Panathinaikósz |
| ------------------------ | ----------------- | -------------- |
| Gulliksen 49' Hümmet 72' | (0–1) Jegyzőkönyv | Đuričić 17'    |

| Tele2 Arena, Stockholm Nézőszám: 17 376 Játékvezető: Igor Pajač (horvát) |

| 2024. november 7. 21:00 |

| København       | 2–2               | İstanbul Başakşehir |
| --------------- | ----------------- | ------------------- |
| Chiakha 79' 83' | (0–1) Jegyzőkönyv | Kény 26' Piątek 80' |

| Parken Stadion, Koppenhága Nézőszám: 23 070 Játékvezető: Joey Kooij (holland) |

| 2024. november 7. 21:00 (20:00 UTC+1) |

| Heart of Midlothian | 0–2               | Heidenheim               |
| ------------------- | ----------------- | ------------------------ |
|                     | (0–0) Jegyzőkönyv | Conteh 57' Schöppner 89' |

| Tynecastle Park, Edinburgh Nézőszám: 17 692 Játékvezető: Kristoffer Hagenes (norvég) |

| 2024. november 7. 21:00 |

| Jagiellonia Białystok    | 3–0               | Molde |
| ------------------------ | ----------------- | ----- |
| Pululu 6' Hansen 70' 75' | (1–0) Jegyzőkönyv |       |

| Białystok Municipal Stadium, Białystok Nézőszám: 12 478 Játékvezető: Miloš Milanović (szerb) |

| 2024. november 7. 21:00 (20:00 UTC+1) |

| Larne            | 1–2               | St. Gallen                   |
| ---------------- | ----------------- | ---------------------------- |
| Diaby 4' (öngól) | (1–1) Jegyzőkönyv | Görtler 29' Vandermersch 79' |

| Windsor Park, Belfast Nézőszám: 4448 Játékvezető: Ishmael Barbara (máltai) |

| 2024. november 7. 21:00 |

| LASK | 0–0         | Cercle Brugge |
| ---- | ----------- | ------------- |
|      | Jegyzőkönyv |               |

| Raiffeisen Arena, Linz Nézőszám: 8500 Játékvezető: Radoslav Gidzhenov (bolgár) |

| 2024. november 7. 21:00 |

| Real Betis             | 2–1               | Celje     |
| ---------------------- | ----------------- | --------- |
| Natan 75' Juanmi 90+4' | (0–0) Jegyzőkönyv | Nieto 81' |

| Benito Villamarín, Sevilla Nézőszám: 37 618 Játékvezető: Novak Simović (szerb) |

| 2024. november 7. 21:00 (20:00 UTC+1) |

| Vitória de Guimarães           | 2–1               | Mladá Boleslav |
| ------------------------------ | ----------------- | -------------- |
| Silva 40' (11-esből) Rivas 59' | (1–0) Jegyzőkönyv | Kušej 72'      |

| Estádio D. Afonso Henriques, Guimarães Nézőszám: 12 941 Játékvezető: Paweł Raczkowski (lengyel) |

### 4. játéknap
| 2024. november 27. 16:30 (18:30 UTC+3) |

| İstanbul Başakşehir   | 1–1               | Petrocub Hîncești |
| --------------------- | ----------------- | ----------------- |
| Piątek 42' (11-esből) | (1–0) Jegyzőkönyv | Borș 90+6'        |

| Başakşehir Fatih Terim Stadium, Istanbul Nézőszám: 4350 Játékvezető: Genc Nuza (koszovói) |

| 2024. november 28. 16:30 (21:30 UTC+6) |

| Asztana     | 1–1               | Vitória de Guimarães |
| ----------- | ----------------- | -------------------- |
| Kalaica 40' | (1–0) Jegyzőkönyv | Ramírez 89'          |

| Központi Stadion, Almati Nézőszám: 3562 Játékvezető: Nikola Dabanović (montenegrói) |

| 2024. november 28. 18:45 |

| Heidenheim | 0–2               | Chelsea               |
| ---------- | ----------------- | --------------------- |
|            | (0–0) Jegyzőkönyv | Nkunku 51' Mudryk 86' |

| Voith-Arena, Heidenheim an der Brenz Nézőszám: 15 000 Játékvezető: Serdar Gözübüyük (holland) |

| 2024. november 28. 18:45 |

| Cercle Brugge          | 2–0               | Heart of Midlothian |
| ---------------------- | ----------------- | ------------------- |
| Efekele 40' Magnée 90' | (1–0) Jegyzőkönyv |                     |

| Jan Breydel Stadion, Brugege Nézőszám: 7722 Játékvezető: Elchin Masiyev (azeri) |

| 2024. november 28. 18:45 |

| Dinama Minszk | 1–2               | København                          |
| ------------- | ----------------- | ---------------------------------- |
| Adeola 13'    | (1–1) Jegyzőkönyv | Elyounoussi 6' Diks 55' (11-esből) |

| Sumgayit városi stadion, Sumgait, Azerbajdzsán Nézőszám: 0 Játékvezető: Michal Očenáš (szlovák) |

| 2024. november 28. 18:45 (21:45 UTC+4) |

| Noah | 0–0         | Víkingur Reykjavík |
| ---- | ----------- | ------------------ |
|      | Jegyzőkönyv |                    |

| Vazgen Sargsyan Republican Stadium, Jereván Nézőszám: 5000 Játékvezető: Menelaos Antoniou (ciprusi) |

| 2024. november 28. 18:45 |

| St. Gallen              | 2–2               | Topolya          |
| ----------------------- | ----------------- | ---------------- |
| Cissé 31' Konietzke 65' | (1–1) Jegyzőkönyv | Pantović 40' 53' |

| Kybunpark, St. Gallen Nézőszám: 15 200 Játékvezető: Jérémie Pignard (francia) |

| 2024. november 28. 18:45 |

| Borac Banja Luka          | 2–1               | LASK        |
| ------------------------- | ----------------- | ----------- |
| Despotović 82' Skorup 89' | (0–0) Jegyzőkönyv | Berisha 51' |

| Banja Luka városi stadion, Banja Luka Nézőszám: 7238 Játékvezető: Gustavo Correia (portugál) |

| 2024. november 28. 18:45 |

| Molde | 0–1               | APÓEL      |
| ----- | ----------------- | ---------- |
|       | (0–1) Jegyzőkönyv | Laifis 41' |

| Aker Stadion, Molde Nézőszám: 2916 Játékvezető: Damian Sylwestrzak (lengyel) |

| 2024. november 28. 18:45 |

| Celje                                | 3–3               | Jagiellonia Białystok          |
| ------------------------------------ | ----------------- | ------------------------------ |
| Zec 7' Nieto 54' Diéguez 80' (öngól) | (1–1) Jegyzőkönyv | Pululu 34' Imaz 71' Hansen 78' |

| Stadion Z'dežele, Celje Nézőszám: 3520 Játékvezető: Allard Lindhout (holland) |

| 2024. november 28. 18:45 (19:45 UTC+2) |

| Panathinaikósz     | 1–0               | HJK |
| ------------------ | ----------------- | --- |
| Toivio 33' (öngól) | (1–0) Jegyzőkönyv |     |

| Olimpiai Stadion, Athén Nézőszám: 18 822 Játékvezető: Donatas Rumšas (litván) |

| 2024. november 28. 18:45 (17:45 UTC+0) |

| The New Saints | 0–1               | Djurgårdens   |
| -------------- | ----------------- | ------------- |
|                | (0–1) Jegyzőkönyv | Gulliksen 41' |

| New Meadow, Shrewsbury, Anglia Nézőszám: 3568 Játékvezető: Philip Farrugia (máltai) |

| 2024. november 28. 21:00 |

| Fiorentina                                        | 3–2               | Páfosz             |
| ------------------------------------------------- | ----------------- | ------------------ |
| Kouamé 38' Goldar 53' (öngól) Martínez Quarta 72' | (1–0) Jegyzőkönyv | Jairo 68' Jajá 87' |

| Stadio Artemio Franchi, Firenze Nézőszám: 11 145 Játékvezető: Espen Eskås (norvég) |

| 2024. november 28. 21:00 |

| Lugano               | 2–0               | Gent |
| -------------------- | ----------------- | ---- |
| Mahou 6' Doumbia 86' | (1–0) Jegyzőkönyv |      |

| Stockhorn Arena, Thun Nézőszám: 2672 Játékvezető: Enea Jorgji (albán) |

| 2024. november 28. 21:00 |

| Mladá Boleslav      | 2–1               | Real Betis   |
| ------------------- | ----------------- | ------------ |
| Vojta 51' Vydra 54' | (0–1) Jegyzőkönyv | Lo Celso 17' |

| Lokotrans Aréna, Mladá Boleslav Nézőszám: 3960 Játékvezető: Daniel Schlager (német) |

| 2024. november 28. 21:00 |

| Olimpija Ljubljana | 1–0               | Larne |
| ------------------ | ----------------- | ----- |
| Durdov 67'         | (0–0) Jegyzőkönyv |       |

| Stožice Stadion, Ljubljana Nézőszám: 4954 Játékvezető: Sander van der Eijk (holland) |

| 2024. november 28. 21:00 (22:00 UTC+2) |

| Omónia | 0–3               | Legia Warszawa                            |
| ------ | ----------------- | ----------------------------------------- |
|        | (0–1) Jegyzőkönyv | Morishita 17' Szczepaniak 77' Wszołek 86' |

| GSZP Stadion, Nicosia Nézőszám: 8009 Játékvezető: Radoslav Gidzhenov (bolgár) |

| 2024. november 28. 21:00 |

| Rapid Wien   | 1–1               | Shamrock Rovers |
| ------------ | ----------------- | --------------- |
| Cvetković 9' | (1–0) Jegyzőkönyv | Kenny 55'       |

| Allianz Stadion, Bécs Nézőszám: 20 700 Játékvezető: Gergő Bogár (magyar) |

### 5. játéknap
| 2024. december 12. 21:00 (20:00 UTC+0) |

| Víkingur Reykjavík | 1–2               | Djurgårdens            |
| ------------------ | ----------------- | ---------------------- |
| Sigurpálsson 72'   | (0–0) Jegyzőkönyv | Kosugi 62' Wikheim 65' |

| Kópavogsvöllur, Kópavogur Nézőszám: 1450 Játékvezető: Luka Bilbija (bosznia-hercegovinai) |

| 2024. december 12. 16:30 (21:30 UTC+6) |

| Asztana     | 1–3               | Chelsea                |
| ----------- | ----------------- | ---------------------- |
| Tomasov 45' | (1–3) Jegyzőkönyv | Guiu 14' 18' Veiga 39' |

| Központi stadion, Almati Nézőszám: 20 982 Játékvezető: Sven Jablonski (német) |

| 2024. december 12. 18:45 |

| Fiorentina                                                                                              | 7–0               | LASK |
| --- | ----------------- | ---- |
| Sottil 10' 58' Ikoné 22' Richardson 39' Mandragora 69' Stojković 82' (öngól) Guðmundsson 85' (11-esből) | (3–0) Jegyzőkönyv |      |

| Artemio Franchi Stadion, Firenze Nézőszám: 9211 Játékvezető: Berke Balázs (magyar) |

| 2024. december 12. 18:45 |

| København                       | 2–0               | Heart of Midlothian |
| ------------------------------- | ----------------- | ------------------- |
| Chiakha 48' Diks 78' (11-esből) | (0–0) Jegyzőkönyv |                     |

| Parken Stadion, Koppenhága Nézőszám: 24 207 Játékvezető: Andrea Colombo (olasz) |

| 2024. december 12. 18:45 |

| Dinama Minszk                            | 2–0               | Larne |
| ---------------------------------------- | ----------------- | ----- |
| Hawrylovich 67' (11-esből) Zherdzyew 73' | (0–0) Jegyzőkönyv |       |

| Sumgayit City Stadium, Sumgait, Azerbajdzsán Nézőszám: 0 Játékvezető: Sayat Karabayev (kazak) |

| 2024. december 12. 18:45 (21:45 UTC+4) |

| Noah       | 1–3               | APÓEL                                   |
| ---------- | ----------------- | --------------------------------------- |
| Aiás 45+4' | (1–1) Jegyzőkönyv | Chebake 23' Kostadinov 89' Abagna 90+3' |

| Vazgen Sargsyan Republican Stadium, Jereván Nézőszám: 7500 Játékvezető: Miloš Milanović (szerb) |

| 2024. december 12. 18:45 (19:45 UTC+2) |

| Petrocub Hîncești | 0–1               | Real Betis  |
| ----------------- | ----------------- | ----------- |
|                   | (0–0) Jegyzőkönyv | Bakambu 54' |

| Zimbru Stadion, Chișinău Nézőszám: 5354 Játékvezető: Lothar D'hondt (belga) |

| 2024. december 12. 18:45 (19:45 UTC+2) |

| HJK                       | 2–2               | Molde         |
| ------------------------- | ----------------- | ------------- |
| Erwin 32' Meriluoto 90+2' | (1–2) Jegyzőkönyv | Ihler 14' 27' |

| Bolt Arena, Helsinki Nézőszám: 4454 Játékvezető: Atilla Karaoğlan (török) |

| 2024. december 12. 18:45 (20:45 UTC+3) |

| İstanbul Başakşehir            | 3–1               | Heidenheim |
| ------------------------------ | ----------------- | ---------- |
| Türüç 6' Crespo 18' Piątek 68' | (2–0) Jegyzőkönyv | Honsak 61' |

| Başakşehir Fatih Terim Stadion, Isztambul Nézőszám: 4769 Játékvezető: Marco Guida (olasz) |

| 2024. december 12. 18:45 |

| Legia Warszawa | 1–2               | Lugano                  |
| -------------- | ----------------- | ----------------------- |
| Morishita 11'  | (1–1) Jegyzőkönyv | Bottani 40' Hajdari 74' |

| Lengyel Hadsereg Stadion, Varsó Nézőszám: 21 767 Játékvezető: Juan Martínez Munuera (spanyol) |

| 2024. december 12. 18:45 |

| Olimpija Ljubljana | 1–4               | Cercle Brugge                                |
| ------------------ | ----------------- | -------------------------------------------- |
| Blanco 5'          | (1–2) Jegyzőkönyv | Olaigbe 2' 81' Felipe Augusto 24' Denkey 72' |

| Stožice Stadion, Ljubljana Nézőszám: 5646 Játékvezető: Adam Ladebäck (svéd) |

| 2024. december 12. 21:00 |

| St. Gallen  | 1–4               | Vitória de Guimarães                           |
| ----------- | ----------------- | ---------------------------------------------- |
| Csoboth 66' | (0–1) Jegyzőkönyv | Mendes 33' G. Silva 58' Alberto 84' Samu 90+4' |

| Kybunpark, St. Gallen Nézőszám: 16 249 Játékvezető: Nick Walsh (skót) |

| 2024. december 12. 21:00 |

| Mladá Boleslav | 1–0               | Jagiellonia Białystok |
| -------------- | ----------------- | --------------------- |
| Vydra 76'      | (0–0) Jegyzőkönyv |                       |

| Lokotrans Aréna, Mladá Boleslav Nézőszám: 3316 Játékvezető: David Dickinson (skót) |

| 2024. december 12. 21:00 |

| Gent                                        | 3–0               | Topolya |
| ------------------------------------------- | ----------------- | ------- |
| Dean 8' (11-esből) Gandelman 13' Surdez 20' | (3–0) Jegyzőkönyv |         |

| Planet Group Arena, Gent Nézőszám: 5423 Játékvezető: Ashot Ghaltakhchyan (örmény) |

| 2024. december 12. 21:00 (22:00 UTC+2) |

| Omónia                                | 3–1               | Rapid Wien |
| ------------------------------------- | ----------------- | ---------- |
| Kakoullis 52' Semedo 66' Saidou 90+6' | (0–0) Jegyzőkönyv | Beljo 62'  |

| GSZP Stadion, Nicosia Nézőszám: 7801 Játékvezető: Daniel Stefański (lengyel) |

| 2024. december 12. 21:00 (22:00 UTC+2) |

| Páfosz                   | 2–0               | Celje |
| ------------------------ | ----------------- | ----- |
| Dragomir 48' Correia 63' | (0–0) Jegyzőkönyv |       |

| Alphamega Stadion, Limassol Nézőszám: 2051 Játékvezető: Paweł Raczkowski (lengyel) |

| 2024. december 12. 21:00 (20:00 UTC+0) |

| Shamrock Rovers            | 3–0               | Borac Banja Luka |
| -------------------------- | ----------------- | ---------------- |
| Kenny 12' 64' Farrugia 56' | (1–0) Jegyzőkönyv |                  |

| Tallaght Stadion, Dublin Nézőszám: 7442 Játékvezető: Stefan Ebner (osztrák) |

| 2024. december 12. 21:00 (20:00 UTC+0) |

| The New Saints | 0–2               | Panathinaikósz                       |
| -------------- | ----------------- | ------------------------------------ |
|                | (0–1) Jegyzőkönyv | Đuričić 15' Ioannidis 62' (11-esből) |

| New Meadow, Shrewsbury, Anglia Nézőszám: 5716 Játékvezető: Oliver Reitala (finn) |

### 6. játéknap
| 2024. december 19. 21:00 |

| Heidenheim     | 1–1               | St. Gallen |
| -------------- | ----------------- | ---------- |
| Theuerkauf 30' | (1–0) Jegyzőkönyv | Stanić 77' |

| Voith-Arena, Heidenheim an der Brenz Nézőszám: 12 800 Játékvezető: Javier Alberola Rojas (spanyol) |

| 2024. december 19. 21:00 (22:00 UTC+2) |

| APÓEL     | 1–1               | Asztana         |
| --------- | ----------------- | --------------- |
| Donis 56' | (0–0) Jegyzőkönyv | Kažukolovas 64' |

| GSZP Stadion, Nicosia Nézőszám: 11 181 Játékvezető: Sebastian Gishamer (osztrák) |

| 2024. december 19. 21:00 |

| Cercle Brugge | 1–1               | İstanbul Başakşehir |
| ------------- | ----------------- | ------------------- |
| Brunner 82'   | (0–0) Jegyzőkönyv | Piątek 74'          |

| Jan Breydel Stadion, Brugge Nézőszám: 4411 Játékvezető: Vad István (magyar) |

| 2024. december 19. 21:00 (20:00 UTC+0) |

| Chelsea                                            | 5–1               | Shamrock Rovers |
| -------------------------------------------------- | ----------------- | --------------- |
| Guiu 23' 34' 45+3' Dewsbury-Hall 40' Cucurella 58' | (4–1) Jegyzőkönyv | Poom 26'        |

| Stamford Bridge, London Nézőszám: 38 467 Játékvezető: Willy Delajod (francia) |

| 2024. december 19. 21:00 |

| Djurgårdens                       | 3–1               | Legia Warszawa |
| --------------------------------- | ----------------- | -------------- |
| Nguen 24' Hümmet 45+4' Åslund 76' | (2–0) Jegyzőkönyv | Wszołek 56'    |

| Tele2 Arena, Stockholm Nézőszám: 23 270 Játékvezető: David Šmajc (szlovén) |

| 2024. december 19. 21:00 |

| Lugano                 | 2–2               | Páfosz                        |
| ---------------------- | ----------------- | ----------------------------- |
| Mahmoud 7' Bottani 33' | (2–1) Jegyzőkönyv | Saipi 4' (öngól) Goldar 90+5' |

| Stockhorn Arena, Thun Nézőszám: 1795 Játékvezető: Nenad Minaković (szerb) |

| 2024. december 19. 21:00 |

| Borac Banja Luka | 0–0         | Omónia |
| ---------------- | ----------- | ------ |
|                  | Jegyzőkönyv |        |

| Banja Luka városi stadion, Banja Luka Nézőszám: 5034 Játékvezető: Mohammed Al-Hakim (svéd) |

| 2024. december 19. 21:00 |

| Topolya                                 | 4–3               | Noah                     |
| --------------------------------------- | ----------------- | ------------------------ |
| Stanić 41' Đakovac 74' 76' Pantović 81' | (1–2) Jegyzőkönyv | Aiás 5' 48' Ferreira 15' |

| TSC Aréna, Topolya Nézőszám: 1210 Játékvezető: Marian Barbu (román) |

| 2024. december 19. 21:00 (20:00 UTC+0) |

| Heart of Midlothian    | 2–2               | Petrocub Hîncești                 |
| ---------------------- | ----------------- | --------------------------------- |
| Wilson 64' Spittal 70' | (0–1) Jegyzőkönyv | Plătică 21' Mudrac 83' (11-esből) |

| Tynecastle Park, Edinburgh Nézőszám: 17 103 Játékvezető: Ondřej Berka (cseh) |

| 2024. december 19. 21:00 |

| Jagiellonia Białystok | 0–0         | Olimpija Ljubljana |
| --------------------- | ----------- | ------------------ |
|                       | Jegyzőkönyv |                    |

| Białystok Municipal Stadium, Białystok Nézőszám: 14 329 Játékvezető: Luis Godinho (portugál) |

| 2024. december 19. 21:00 (20:00 UTC+0) |

| Larne        | 1–0               | Gent |
| ------------ | ----------------- | ---- |
| Cosgrove 74' | (0–0) Jegyzőkönyv |      |

| Windsor Park, Belfast Nézőszám: 2393 Játékvezető: Sigurd Kringstad (norvég) |

| 2024. december 19. 21:00 |

| LASK         | 1–1               | Víkingur Reykjavík          |
| ------------ | ----------------- | --------------------------- |
| Ljubičić 26' | (1–1) Jegyzőkönyv | Sigurpálsson 23' (11-esből) |

| Raiffeisen Arena, Linz Nézőszám: 7900 Játékvezető: Mohammad Al-Emara (finn) |

| 2024. december 19. 21:00 |

| Molde                                               | 4–3               | Mladá Boleslav               |
| --------------------------------------------------- | ----------------- | ---------------------------- |
| Ihler 27' Král 42' (öngól) Kaasa 64' Stenevik 90+1' | (2–1) Jegyzőkönyv | Suchý 5' Kušej 59' Vydra 61' |

| Aker Stadion, Molde Nézőszám: 1750 Játékvezető: Visar Kastrati (koszovói) |

| 2024. december 19. 21:00 |

| Celje                    | 3–2               | The New Saints        |
| ------------------------ | ----------------- | --------------------- |
| Edmilson 20' 43' Zec 79' | (2–2) Jegyzőkönyv | Davies 19' Holden 42' |

| Stadion Z'dežele, Celje Nézőszám: 2640 Játékvezető: Lukas Fähndrich (svájci) |

| 2024. december 19. 21:00 (22:00 UTC+2) |

| Panathinaikósz                            | 4–0               | Dinama Minszk |
| ----------------------------------------- | ----------------- | ------------- |
| Jeremejeff 33' Tetê 54' 65' Ioannidis 84' | (1–0) Jegyzőkönyv |               |

| Olimpiai Stadion, Athén Nézőszám: 19 866 Játékvezető: Rob Hennessy (ír) |

| 2024. december 19. 21:00 |

| Real Betis  | 1–0               | HJK |
| ----------- | ----------------- | --- |
| Cardoso 27' | (1–0) Jegyzőkönyv |     |

| Benito Villamarín, Sevilla Nézőszám: 35 779 Játékvezető: Patrik Kolarić (horvát) |

| 2024. december 19. 21:00 |

| Rapid Wien                    | 3–0               | København |
| ----------------------------- | ----------------- | --------- |
| Beljo 45+2' Wurmbrand 51' 64' | (1–0) Jegyzőkönyv |           |

| Allianz Stadion, Bécs Nézőszám: 24 465 Játékvezető: John Beaton (skót) |

| 2024. december 19. 21:00 (20:00 UTC+0) |

| Vitória de Guimarães | 1–1               | Fiorentina     |
| -------------------- | ----------------- | -------------- |
| G. Silva 33'         | (1–0) Jegyzőkönyv | Mandragora 87' |

| Estádio D. Afonso Henriques, Guimarães Nézőszám: 16 466 Játékvezető: Juxhin Xhaja (albán) |